# Fosterella chathamensis
Fosterella chathamensis is een zeepokkensoort uit de familie van de Balanidae. De wetenschappelijke naam van de soort is voor het eerst geldig gepubliceerd in 1983 door Buckeridge.